# Hans Schwarz (Schriftsteller)
Hans Schwarz (* 17. März 1890 in Schöneberg; † 25. Juni 1967 in Schöppenstedt) war Dramatiker, Lyriker, Essayist und Initiator des Friedenspreises des Deutschen Buchhandels.

## Leben
Hans Schwarz wuchs in Berlin-Mitte in der Leipziger Straße auf. Seine Schwester Charlotte (1895–1986), verheiratete Ruge, später Baumgarten, wurde schon in ihrer Jugend Kommunistin und lebte später in der DDR (vom Enkel Eugen Ruge als Charlotte Powileit im Roman „In Zeiten des abnehmenden Lichts“ porträtiert). Hans Schwarz besuchte das Gymnasium Steglitz. Er war Schüler von Ulrich von Wilamowitz-Moellendorff.
1921 lernte Schwarz den Schriftsteller Arthur Moeller van den Bruck, einen der führenden Köpfe der Konservativen Revolution kennen, durch den er in die jungkonservative Bewegung in der Weimarer Republik eingeführt wurde. Nach Moellers Tod wurde Schwarz dessen Nachlassverwalter und Herausgeber seiner Schriften. Mit Martin Spahn gründete er außerdem das Politische Kolleg.
Seit 1928 war Schwarz Herausgeber der Zeitschrift Der Nahe Osten, die Preußen und Osteuropa romantisierend darstellte. Er hatte sie zusammen mit Adolf von Trotha und Bernd von Wedel gegründet; sie wurde zum publizistischen Mittelpunkt der von Armin Mohler so genannten „Preußen- und Ostmystik“ in der Konservativen Revolution.
In den Jahren zwischen 1933 und 1950 feierten seine Theaterstücke einige Erfolge in Deutschland. 1934 wurde der Rebell in England von Gustaf Gründgens am Berliner Staatstheater inszeniert und zu einem großen Erfolg. 1940 und 1943 folgten u. a. Aufführungen von Kassandra und Caesar, inszeniert von Hans Schüler in Leipzig.
Im März wurde er von einem Lehrer des Landwirtschaftslehrlings Rolf. W. angezeigt und befand sich ab dem 21. März 1936 in Untersuchungshaft. Er wurde am 23. September des gleichen Jahres von der II. Großen Strafkammer des Landgerichts Braunschweig wegen eines Vergehens aufgrund von § 175 RStGB „Unzucht zwischen Männern“ zu einem Jahr Gefängnisstrafe verurteilt.

1949 entwickelte Hans Schwarz den Plan für den Friedenspreis deutscher Verleger. 

„Entscheidend für die Vergabe soll die menschliche Tat aus reiner Gesinnung für den Frieden und die Verständigung der Völker sein. Nationalität, Rasse oder Konfession dürfen dabei keine Rolle spielen. Es soll daraus ein Olymp des Geistes entstehen aus Philosophen, Dichtern, Staatsmännern und Publizisten, gemäß der Idee Platons, wonach große Denker auch in öffentlichen Dingen, das Schicksal der Völker betreffend, in der ersten Reihe stehen müssen.“

Hans Schwarz war der Initiator, Kurator und Organisator der 1. Verleihung des Friedenspreises deutscher Verleger. Diese fand am 3. Juli 1950 in Hamburg statt: Preisträger war Max Tau, Laudator Adolf Grimme. Im Folgejahr übernahm der Börsenverein des Deutschen Buchhandels den Preis als Stiftung des gesamten deutschen Buchhandels. Seit 1951 wird dieser Preis jährlich als Friedenspreis des Deutschen Buchhandels während der Frankfurter Buchmesse verliehen.
Über drei Jahrzehnte lebte Schwarz bis zu seinem Tod auf dem Kreuzhof in Schöppenstedt bei Otto Buhbe.

## Werke
- Heroisches Vorspiel. Ring-Verlag, Berlin 1924
- Europa im Aufbruch. Ring, Berlin 1926
- Pentheus. Wilhelm Gottlieb Korn, Breslau 1932
- Götter und Deutsche. W. G. Korn, Breslau 1932
- Du und Deutschland. Wilh. Gottl. Korn, Breslau 1933
- Rebell in England. Korn, Breslau 1934, Uraufführung: Mai 1934 am Preußischen Staatstheater Berlin, Inszenierung: Gustaf Gründgens
- Prinz von Preußen. Korn, Breslau 1934
- Eros und Psyche. von Hugo, Berlin 1938
- Kassandra. Theaterverlag A. Langen/G. Müller, Berlin 1935
- Die Flucht ins Geständnis. Komödie in 3 Akten. A. Langen/G. Müller, Berlin 1935
- Cäsar. v. Hugo, Berlin 1941
- Iphigenia in Aulis. Stromverlag, Hamburg-Bergedorf 1947
- Soli deo gloria. Deutsche Verlagsanstalt, Stuttgart 1951
- Mysterium des Weines. Rütten & Loening, Frankfurt 1956

## Weblink
- Literatur von und über Hans Schwarz im Katalog der Deutschen Nationalbibliothek